# Tirma (película)
Tirma es una película hispano - italiana de 1954, del género aventuras, dirigida por Paolo Moffa y Carlos Serrano de Osma; protagonizada por Silvana Pampanini, Marcello Mastroianni, Gustavo Rojo, José María Lado,  Elvira Quintillá, José María Rodero y Félix de Pomés en los papeles principales. 
Basada en la obra teatral del mismo nombre de Juan del Río Ayala.

## Argumento
Transcurre el siglo XV. Comienza en los poblados canarios la resistencia contra las fuerzas castellanas. Llegan a la isla de Gran Canaria tropas de refresco para reforzar la guarnición ocupante, muy mermada a causa de la combatividad grancanaria. Sin embargo, las filas indígenas se encuentran divididas. Guanarteme (Félix de Pomés), rey de los nativos, quiere la paz, así como su hija la princesa Guayarmina (Silvana Pampanini). Un líder guerrero, Bentejuí (Gustavo Rojo), y el Gran Faycán, (José María Lado), sumo sacerdote, prefieren la guerra.
Un día, corriendo Guayarmina por los bosques, es perseguida por Don Hernán (Marcello Mastroiani), oficial castellano, que queda enamorado de ella e ignora su condición de princesa. Guanarteme muere envenenado por el Gran Faycán, el cual intenta casar a Bentejuí con Guayarmina, a quien ama el joven guerrero aborigen. Llega una embajada de paz a la princesa. Es entonces cuando Don Hernán sabe quién es su amada.
Cuando la embajada parte del campamento grancanario, el Gran Faycán les tiende una emboscada en la que perecen casi todos los castellanos. Don Hernán llega malherido a su campamento y su informe provoca la guerra. Poco después, Guayarmina y Bentejuí van a casarse. Las tropas castellanas avanzan. La lucha adquiere caracteres dramáticos. 
Bentejuí sale huyendo con Guayarmina y van a sacrificarse al grito de un terrible juramento. Cruzando riscos y precipicios, llegan a la montaña sagrada de Tirma. Pero Don Hernán va detrás de ellos y logra evitar la caída de Guayarmina, quien, al ver a Bentejuí despeñarse con su caballo desde la inmensa altura, profiere el desgarrado juramento guanche.

## Reparto
- Silvana Pampanini - Guayarmina
- Marcello Mastroianni -  Don Hernando de Guzmán
- Gustavo Rojo - Bentejuí
- José María Lado - Sumo sacerdote
- Elvira Quintillá - Tasirga
- José María Rodero - Don Álvaro
- Félix de Pomés - Guanarteme
- Julio Riscal - Pedro
- Aníbal Vela - Gobernador
- Salvador Soler Marí - Capitán Miguel de Trejo
- Nicolás Puga - Aborigen
- Dante Tulipano
- Plácido Bermúdez - Fray Antonio
- José María Rodero - Don Álvaro

## Festivales
3.ª edición del Festival de San Sebastián
| Certamen                     | Resultado |
| ---------------------------- | --------- |
| Exhibición fuera de concurso | Incluida  |

## Reestreno
Única en su género, es una de las dos películas extranjeras de prestigio rodada en Gran Canaria  en los años 1950 (la otra fue Moby Dick, de John Huston). En su época fue una gran superproducción con gran despliegue artístico y técnico. Película original que se creía desaparecida.
En 2011, se estrenó la versión en color restaurada y remasterizada con la colaboración del Gobierno de Canarias, Filmoteca Canaria e Impulsorecords S.L.